# Andrea Bina
Andrea Bina (Milano, 1º gennaio 1724 – Milano, 8 marzo 1792) è stato un geologo, matematico e fisico italiano, noto soprattutto per l'invenzione del sismografo, è stato anche insegnante allo Studium Perusinum e nei monasteri di Padova, Perugia e Milano.

## Biografia
Andrea Bina al secolo era noto come Giuseppe, compì i primi studi a Milano nel seminario di Milano. Nel 1741 iniziò a studiare matematica e fisica presso la congregazione dei benedettini cassinesi. Nel 1744 iniziò a studiare teologia a Roma, dopo le docenze a Mantova e Padova si trasferì a Perugia in cui si impegnò nel 1751 alla fondazione dell'accademia Augusta. Nel 1751 pubblica Electricorum effectuum explicatio, nello stesso anno Bino scrisse il Ragionamento, contribuendo alle conoscenze in campo elettrico dell'epoca, tale libro fu ripubblicato nel 1756 con delle piccole modifiche e aggiunte. Morì nel 1792 a Milano.

## Opere

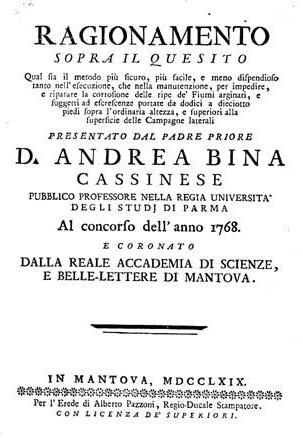
Ragionamento sopra il quesito… (1769)

- Electricorum effectuum explicatio, 1751.
- Ragionamento sopra la cagione dei terremoti, 1751.
- Lettera dell'elettrizzazione dell'aria in occasione di tempo cattivo, 1753.
- Lettera per servire alla istoria letteraria, 1755.
- Ragionamento sopra il quesito qual sia il metodo più sicuro, più facile, e meno dispendioso tanto nell'esecuzione, che nella manutenzione, per impedire, e riparare la corrosione delle ripe de' fiumi arginati, e soggetti ad escrescenze portate da dodici a dieciotto piedi sopra l'ordinaria altezza, e superiori alla superficie delle campagne laterali, Mantova, erede di Alberto Pazzoni, 1769.